# Edwin Arnold
Edwin Arnold, KCIE, CSI (10 de junio de 1832-24 de marzo de 1904) fue un poeta y periodista inglés, más conocido por su obra La luz de Asia (en inglés: The Light of Asia. The Great Renunciation, 1879).

## Biografía
Arnold nació en Gravesend, Kent, siendo el segundo hijo de un magistrado de Sussex llamado Robert Coles Arnold. Uno de sus seis hijos fue el novelista Edwin Lester Arnold. Estudió en el King's School de Rochester, en el King's College de Londres y en el University College de Oxford. Fue profesor en el King Edward's School de Birmingham, y en 1856 se fue a la India como director del Government Sanskrit College de Pune, un puesto que mantuvo por siete años, dentro de los cuales tuvo lugar la Rebelión de la India de 1857, en la que prestó servicios de traductor para el municipio de Bombay, por los cuales recibió el público agradecimiento de Lord Elphinstone. Allí adquirió su sesgo característico y reunió material para sus futuras obras. 
Al volver a Inglaterra en 1861, trabajó como periodista del Daily Telegraph, un diario con el cual continuó asociado como editor por más de cuarenta años, y posteriormente llegó a ser editor en jefe. Fue él quien, a nombre de los dueños de este periódico, y junto al New York Herald, organizó la travesía de Henry Morton Stanley a África para descubrir el curso del río Congo, por lo que Stanley nombró en su honor una montaña al nordeste del lago Eduardo.
Arnold fue el primero en tener la idea de una gran línea troncal que atravesase el continente africano en su totalidad, por lo que en 1874 acuñó la frase «Línea Férrea El Cabo a El Cairo» posteriormente popularizada por Cecil Rhodes. Sin embargo, sus contemporáneos lo conocían mejor como poeta.